# São José do Campestre (ort)
São José do Campestre är en ort i Brasilien.   Den ligger i kommunen São José do Campestre och delstaten Rio Grande do Norte, i den östra delen av landet, 1 700 km nordost om huvudstaden Brasília. São José do Campestre ligger 153 meter över havet och antalet invånare är 10 254.
Terrängen runt São José do Campestre är huvudsakligen platt, men söderut är den kuperad. São José do Campestre är det största samhället i trakten.
Omgivningarna runt São José do Campestre är huvudsakligen savann. Runt São José do Campestre är det ganska tätbefolkat, med 56 invånare per kvadratkilometer.